# Tenatorua Village
Tenatorua Village är en ort i Kiribati.   Den ligger i örådet Tabiteuea och ögruppen Gilbertöarna, i den sydöstra delen av landet, 400 km sydost om huvudstaden Tarawa. Tenatorua Village ligger 10 meter över havet och antalet invånare är 122.
Terrängen runt Tenatorua Village är mycket platt.  Närmaste större samhälle är Utiroa Village, 17,6 km nordväst om Tenatorua Village. 